# Пшиборовиці-Дольне
Пшиборовиці-Дольне (пол. Przyborowice Dolne) — село в Польщі, у гміні Залуський Плонського повіту Мазовецького воєводства.
Населення — 109 осіб (2011).
У 1975-1998 роках село належало до Цехановського воєводства.

## Демографія
Демографічна структура станом на 31 березня 2011 року:
|          | Загалом | Допрацездатний вік | Працездатний вік | Постпрацездатний вік |
| -------- | ------- | ------------------ | ---------------- | -------------------- |
| Чоловіки | 62      | 15                 | 36               | 11                   |
| Жінки    | 47      | 6                  | 23               | 18                   |
| Разом    | 109     | 21                 | 59               | 29                   |